# Nu!
A Nu! a 8. és egyben utolsó stúdióalbuma Marie Fredriksson svéd énekes-dalszerzőnek, mely 2013. november 20-án jelent meg a Parlophone és Fredriksson önálló kiadójánál az Amelia Music kiadásában. Ez volt az első svéd anyag az 1996-os I en tid som vår óta, melyet férje, Mikael Bolyos és Christopher Lundquist mellett készített az énekesnő. Az albumra Uno Svenningsson, Kenneth Gärdestad. Lustans Lakejer énekes, Johan Kinde és Fredriksson Roxette duó partnere Per Gessle is írt dalt.
Az album többnyire pozitív kritikákat kapott a svéd zenei kritikusoktól, melyben elismerték Fredriksson teljesítményét, dalszerzői tevékenységét, és énekét is. Az album sikeres volt, így a svéd albumlistán a 6. helyre került, és 2013-ban az egyik legsikeresebb albummá vált. Az albumot egy 19 állomásból álló svédországi turné követte, melyre 2000 óta nem volt példa.

## Előzmények és felvételek
A "Nu!" az első svéd nyelvű stúdióalbum az 1996-ban megjelent I en tid som vår óta, melyet a 2002-ben elszenvedett agydaganat betegsége óta készített. A terápia során kemoterápiát és sugárterápiát kapott. Az albumot Fredriksson  mellett férje, Mikael Bolyos és Christoffer Ludquist a Roxette producere késztette. Az album dalait két kivétellel Bolyos írta. A "Sista sommarend vals" című dalt Fredriksson írta, így ez az egyetlen általa írt dal. A "Känn dig som hemma" című dalt pedig duópartnere Per Gessle írta. Fredriksson elárulta, hogy férje és ő hat éve írják ezt az albumot, melyre Fredriksson csak egy dalt írt betegsége miatt, mely egyébként is megterhelő számára. Az album első dala a "Kom vila hos mig" "(Gyere velem pihenni)", valóban a pihenés szigete, így természetes, hogy ezzel a dallal kezdődik az album.
Bolyos több dalszövegíróval együttműködött az album megalkotásában, és nagy részének összeállításában, köztük Uno Svenningson, Kenneth Kenneth Gärdestad, az énekes Lustans Lakejer, és Johan Kinde. A lemezen három dal is van, a "Det är nu", "Aldrig längre bort än nära" és "I morgon" címűek, melyeket Ulf Schagerström szerzett. Schagerström korábban együtt dolgozott Fredriksson 1985-ös Den Den sjunde vågen című albumán a  "Mot okända hav" című dalban, valamint az "Aldrig som främlingar" című dalban is, mely az 1987-es ...Efter stormen stúdióalbumon található meg. Az album 4. dalát Bolyos írta.

## Megjelenés és promóció
Az albumról három kislemez került kiadásra Svédországban, az album népszerűsítése érdekében. A "Kom vila hos mig" 2013. szeptember 26-án jelent meg, majd a "Sista sommarens vals" és a "Det  är nu” kislemez 2014. december 9-én, illetve április 8-án került kiadásra. Az albumot népszerűsítő 19. helyszínből álló koncertturné Helsingborgban kezdődött február 14-én és április 19-én fejeződött be Umeå-ban. Ez volt az első szóló turnéja az Äntligen - Sommarturné óta, mellyel az Äntligen - Marie Fredrikssons bästa 1984–2000 című válogatás albumát népszerűsítette.

## Kritikák
| Értékelések             |           |
| Értékelő                | Értékelés |
| Dagens Nyheter          | [ 5 ]     |
| DI Weekend              | [ 6 ]     |
| Expressen               | B         |
| Göteborgs-Posten        | [ 8 ]     |
| Helsingborgs Dagblad    | [ 9 ]     |
| Nerikes Allehanda       | [ 10 ]    |
| Östgöta Correspondenten | [ 11 ]    |
| Smålandsposten          | [ 12 ]    |
| Svenska Dagbladet       | [ 13 ]    |
| Upsala Nya Tidning      | [ 14 ]    |

Az album pozitív visszajelzést kapott a svéd zenekritikusoktól. A Nerikes Allehanda kritikusa a mai napig a legjobb szólóalbumának írta le, és dicsérte a "Kom vila hos mig" és a "Bara 3 ord" című dalokat. Összességében a Nu! nagy meglepetés volt, mely meghaladta a korábbi stúdióalbumokat. Az 1992-es Den ständiga resan című albumon is, és a mostanin is Fredriksson hangja szép, mint mindig. A Svenska Dagbladet úgy jellemezte, hogy "olykor csillognia kell, mint a klasszikus pop zenének", mint az ország legnagyobb kiadványának. A Dagens Nyheter kritikusa szerint a "Sista sommarens vals" és a Gessle által komponált "Känn dig som hemma" voltak a legjobb dalok az albumon. Elismerte Bolyos munkáját az albummal kapcsolatosan, mely megbízható támogatást nyújtott Fredrikssonnak, ahelyett, hogy magának tudhatta volna a sikert.
A Nya Tidning, Upsala Nya Tidning című napilap dicsérte Fredriksson énekét, és a DI Weekend is hasonló véleményen voltak. Mondván, senki nem énekel úgy bluest, mint Marie Fredriksson. A Helsingborgs Dagblad elismerését fejezte ki az albumnak, és az albumot messze a legjobb albumnak nevezte. A Värmlands Folkblad a dalszerzés minőségére tért ki, de hiányolta az album zenei változatosságát. Mondván, minden dal szép, és gyönyörű, de mivel minden dal szép és jó, végül mindez kicsit monotonná válik...Mindezek ellenére ez a visszatérés egy teljesen őszinte, mely hihetetlen érzést, és alázatot mutat a zene és a saját dalok iránt, nincs még egy ilyen svéd művész mint Fredriksson. Minden szó, ami a hang mögött van, annak súlya van. Az Arbetarbaldet az 5 csillagból kettővel értékelte az albumot, mondván, mivel zeneileg túl sok variáció van, a végeredmény kissé zavaros.
Az Östgöta Correspondenten azt kifogásolta, hogy túl sok balladát tartalmaz, és elég kritikus volt, hogy Fredriksson csak egy dalt írt az albumra. A Smålandsposten kritikusa szintén kitért erre az érzésre. "Nem tudom, hogy Fredriksson képes-e több dalt írni majd a későbbiekben, de szeretném hinni, hogy lesz erre lehetősége". A dalokból az emlékezetes riffek is hiányoznak. A Nya Wermlands Tidningen kritikusa öt csillagból kettőre értékelte az albumot, és azt állította, hogy túlságosan hasonlít a Roxette albumaihoz. Jan Andersson, a Göteborgs-Posten dicsérte Fredriksson hangját, mondván hangja még mélyebb lett, mint a 80-as években, azonban csalódásnak nevezte az albumot.

## Sikerek
Az album a 6. helyen debütált a svéd albumlistán. Első helyen az One Direction ("Midnight Memories") és Robbie Williams ("Swing Both Ways") albumai, valamint Avicii ("True") és Veronica Maggio (Handen i fickan fast jag bryr mig) című lemeze volt helyezés. Nemzetközi szinten Eminem ("The Marshall Mathers LP2") albuma volt slágerlistás. Az album a második héten a 10. helyre zuhant, majd a harmadik héten a 18.-ra esett vissza. Két egymást követő hétig 15. helyezett volt. Összességében 8 egymást követő hetet töltött a svéd albumlistán. 2013-ban ez volt a 69. legkelendőbb album az országban.

## Számlista
| 1.    | Kom vila hos mig               | "Come Rest with Me"                   | 3:17 |
| 2.    | Det bästa som nånsin kan hända | "The Best Thing That Ever Can Happen" | 3:10 |
| 3.    | Det är nu                      | "It Is Now"                           | 3:51 |
| 4.    | Längtan                        | "Longing"                             | 3:04 |
| 5.    | Sista sommarens vals           | "Last Summer's Waltz"                 | 4:04 |
| 6.    | Aldrig längre bort än nära     | "Never Farther Away Than Near"        | 2:46 |
| 7.    | Bara 3 ord                     | "Just 3 Words"                        | 3:34 |
| 8.    | Känn dig som hemma             | "Make Yourself at Home"               | 4:17 |
| 9.    | Jag undrar vad du tänker på    | "I Wonder What You're Thinking About" | 2:53 |
| 10.   | Stjärna som brinner            | "Star That Burns"                     | 3:42 |
| 11.   | I morgon                       | "Tomorrow"                            | 3:31 |
| 12.   | Vad vore jag utan dig          | "What Would I Be Without You?"        | 2:41 |
| 40:50 |                                |                                       |      |

## Slágerlista
| Slágerlista (2013)                           | Legjobb helyezések |
| -------------------------------------------- | ------------------ |
| Svédország (Sverigetopplistan Top 60 Albums) | 6                  |

| Slágerlista (2013)                 | Helyezés |
| ---------------------------------- | -------- |
| Swedish Albums (Sverigetopplistan) | 69       |